# Gabriel Odenhammar
Gabriel Odenhammar, född 23 november 1983 i Hägerstens församling, Stockholm, är en svensk skådespelare.

## Biografi
Odenhammar spelade tidigare fotboll i IFK Aspuddens A-lag och har gått på Brännkyrka gymnasium i Stockholm. Hans karriär inom film och TV började då regissören och rollbesättaren Catti Edfeldt besökte teaterstudion i Örnsberg där han, sex år gammal, brukade hålla till. Han provfilmade till en roll som 2 000 andra pojkar sökte och fick rollen som Sunes vilda lillebror Håkan Bråkan i julkalendern Sunes jul (1991).
Efter medverkan i långfilmen Sunes sommar (1993), fick han som 11-åring rollen som lillebrorsan Max i TV-serien Svensson, Svensson. Året innan hade han spelat Shakespeares Macbeth och Det susar i säven på Stockholms stadsteater. Den senare regisserades av Allan Svensson som kom att spela Odenhammars pappa i Svensson, Svensson. Odenhammar medverkade också i en teateruppsättning av Svensson Svensson på Chinateatern i Stockholm. Han har även gett rösten till tecknade filmer och serier, bland andra Kim Possible på Disney Channel. År 2007 återupptogs Svensson, Svensson och Odenhammar spelade åter Max Svensson.
Han deltog 2009 i programmet Singing Bee på TV3. Odenhammar gjorde en del av humorgruppen Lättvikt, och var med i deras alternativa julkalender 2009 som visades på Youtube.
Odenhammar är utbildad brandman och har läst journalistik och arbetat som försäljare på Teknikmagasinet. Yrket som brandman kom han in på efter att gjort lumpen. Under TV-serien Svensson, Svensson 2007–2008 kombinerade han arbetet som brandman och skådespelare genom att vara timanställd av företaget Addici som flygplatsbrandman för Arlanda och Bromma. Odenhammar har varit bosatt i Norrköping och 1 maj 2012 skrev han på för Norrköpingsklubben Skarphagens IK. Han har även utbildat sig till flygledare och arbetar som detta på Bromma flygplats. Tidigare arbetade han på Norrköping flygplats. 
I september 2023 släpptes hans självbiografi Det här ska han få faan för - Boken om att spela Håkan Bråkan, Max och mig själv.

## Filmografi (i urval)
- 1991 – Sunes jul (TV-serie) – Håkan
- 1993 – Sunes sommar – Håkan
- 1994 – Trollet i parken – röst till Gus
- 1994–1996 – Svensson, Svensson (TV-serie) – Max Svensson
- 1995 – Toy Story - röst som Andy Davis
- 1995 – Om du lyssnar noga - röst som Seiji Amasawa (dubbning gjord 2009)
- 1997 – Svensson, Svensson – filmen - Max Svensson
- 2002–2007 – Kim Possible (TV-serie) - röst som Ron Stoppable
- 2004 – Yu-Gi-Oh! (TV-serie) – röst som Bakura
- 2004 – Winx Club (TV-serie) – röst som Brandon
- 2007 – TMNT - röst som Donatello
- 2007–2012 – Total Drama Island (TV-serie) – röst som Cody & D.J.
- 2007–2008 – Svensson, Svensson (TV-serie) – Max Svensson
- 2008 – Locash
- 2008–2011 – Elefantprinsessan (TV-serie) (röst som Kuru)
- 2009 – Lättvikts julkalender (visades enbart på Youtube)[källa behövs]
- 2010 – Megamind - röst som Hal / Titan

## Teater

### Roller (ej komplett)
| År   | Roll         | Produktion                                                           | Regi         | Teater       |
| ---- | ------------ | -------------------------------------------------------------------- | ------------ | ------------ |
| 1997 | Max Svensson | Svensson, Svensson Tomas Tivemark, Johan Kindblom och Michael Hjorth | Mikael Ekman | Chinateatern |